# Charlotte Bühler
Charlotte Bühler   (Berlín, 20 de desembre de 1893 - Stuttgart, 3 de febrer de 1974), de nom de soltera Malachowski, va ser una psicòloga i pedagoga alemanya. Va estudiar a la Universitat de Berlín i la Universitat de Friburg i el 1918 va doctorar-se a la Universitat de Múnic. Va començar a treballar amb el que seria el seu marit, Karl Bühler, i va destacar-se en els camps de la psicologia infantil i juvenil, al mateix temps que treballava en una habilitació que li va permetre exercir de professora universitària a Saxònia.
Arran de l'annexió nazi d'Àustria, va haver d'exiliar-se amb la seva família als Estats Units, després d'un breu període com a professora a la Universitat d'Oslo. Va aconseguir la nacionalitat americana i va treballar a Minneapolis i posteriorment a Los Angeles abans de jubilar-se.
Va viure els darrers anys de la seva vida a Stuttgart amb els seus fills, on va morir a l'edat de 80 anys.

## Obres destacades
- Das Märchen und die Phantasie des Kindes (‘La rondalla i la fantasia de l'infant’, 1918)
- Das Seelenleben des Jugendlichen (‘La vida anímica de l'adolescent’, 1922)
- Kindheit und Jugend (‘Infantesa i joventut’, 1928)
- Kleinkindertests (‘Tests per a la primera infància’, 1932)
- Der menschliche Lebenslauf als Psycologisches Problem (‘El curs de la vida humana com a problema psicològic’, 1933)
- Psychologie im Leben unserer Zeit (‘La psicologia en la vida del nostre temps', 1962)
- Lebenslauf und Lebensziel (‘Antecedents personals i objectiu de la vida’, 1969)